# Turgis (évêque d'Avranches)
Turgis (Turgisus, Turgedus) est un évêque d'Avranches de la fin du XIe siècle et du début du XIIe siècle.

## Biographie
Turgis, consacré évêque d'Avranches en 1094 succède à Michel Ier.
Il assiste aux synodes tenus à Rouen en 1096, 1118 et 1128. Il témoigne de la fondation de l'abbaye de Savigny en 1112 par Raoul de Fougères, dans une charte signée du roi Henri,.
Après les premiers travaux engagés par Maugis, la cathédrale d'Avranches est enfin consacrée le 17 septembre 1121, en présence du roi d'Angleterre Henri Ier.
Il bénit l'union de Geoffroy V d'Anjou, comte d'Anjou et du Maine, avec Mathilde l'Emperesse, fille du roi Henri Ier Beauclerc.
Il meurt en janvier 1134.